# Монік Тарбес
Монік Тарбес, фр. Monique Tarbès (*22 травня 1934, Париж) — французька актриса і співачка.

## Життєпис

### Акторська кар'єра
Закінчила акторську студію. На театральній сцені з початку 60-х. Дебютувала в мелодрамі Роберта Сьодмака «Катя» (1959).

### Амплуа
Монік Тарбес  — гострохарактерна акторка, здебільшого грала другорядні ролі, створювала яскраві образи типових француженок. Серед найкращих ролей відзначилася у пародійній комедії Франсуа де Брока Надзвичайний (1973) де зіграла прибиральницю, і в кримінальній комедії Франсіса Жиро «Адське тріо» (1974) зіграла медсестру Нурс.
У 70-х пресою був помічений роман зі співаком Жілем Дре (Gilles Dreu).
З 1978 по 1980 знялася у 80 епізодах серіалу «Вулиця Сезам», зіграла Клеменс.
У 80-ті знімалась, головним чином, на телебаченні.
Остання робота у стрічці режисерів Армелія Делорма та Готьє де Фаже "Ботел'є «72/50» (2007)

## Фільмографія
| Рік       | Назва українською              | Назва французькою                     | Країна                 |  |
| --------- | ------------------------------ | ------------------------------------- | ---------------------- |  |
| 1985      | Телефон завжди дзвонить двічі  | Téléphone sonne toujours deux fois Le | Франція                |  |
| 1985      | Клементина (анімаційний)       | Clémentine                            | Франція                |  |
| 1977      | Ніжний поліцейський            | Tendre poulet                         | Франція                |  |
| 1976      | Святий рік                     | Année sainte, L'                      | Франція, Італія        |  |
| 1974-1983 | Загони тигрів (епізод)         | Brigades du Tigre, Les                | Франція                |  |
| 1974      | Диявольське тріо               | Le trio infernal                      | ФРН                    |  |
| 1973      | Надзвичайний                   | Magnifique, Le                        | Франція, Італія        |  |
| 1971      | Повернення набридливої комашки | Fantasia chez les ploucs              | Франція, Єгипет Італія |  |
| 1968      | Асси                           | Cracks, Les                           | Франція                |  |
| 1959      | Катя — некоронована цариця     | Katja, die ungekrönte Kaiserin        | ФРН                    |  |